# Sếu vương miện xám
Sếu vương miện xám (danh pháp hai phần: Balearica regulorum) là một loài chim sếu thuộc họ Gruidae. Sếu vương miện xám sinh sống trên thảo nguyên khô cằn phía nam hoang mạc Sahara, châu Phi. Mặc dù chim làm tổ trong môi trường có phần ẩm ướt hơn. Chúng cũng có thể được tìm thấy trên đầm lầy, đất trồng trọt và bình nguyên cỏ gần sông, hồ ở Uganda, Kenya và xa về phía nam đến Nam Phi. Loài sếu này không có thói quen di cư. Hiện ghi nhận được 2 phân loài. Phân loài B. r. gibbericeps (sếu mào) ở Đông Phi, sinh sống tại phía đông Congo, Uganda; đây là loài quốc điểu đại diện trên quốc kỳ Uganda, từ Kenya đến phía đông Nam Phi. Phân loài còn lại có một lớp da mặt trọc đỏ phía trên mảng trắng, nhỏ hơn so với loài chỉ định, B. r. regulorum (sếu vương miện Nam Phi) sinh sản từ Angola đến phía nam Nam Phi.
Loài này liên hệ gần đến sếu vương miện đen, là loài sếu chỉ có thể đậu ngủ trên cây, do ngón chân sau dài có thể ôm chật các ngón trước. Thói quen này, trong số nhiều thói quen khác, là lý do tại sao sếu Balearica tương đối nhỏ, dường như gần giống với thành viên tổ tiên của họ Gruidae.

## Phạm vi phân bố
Loài chim này phân bố khá rộng rãi tại khu vực Đông và Nam Phi, bao gồm lãnh thổ các nước như Congo, Uganda, Kenya, Nam Phi, Angola.

## Hình ảnh

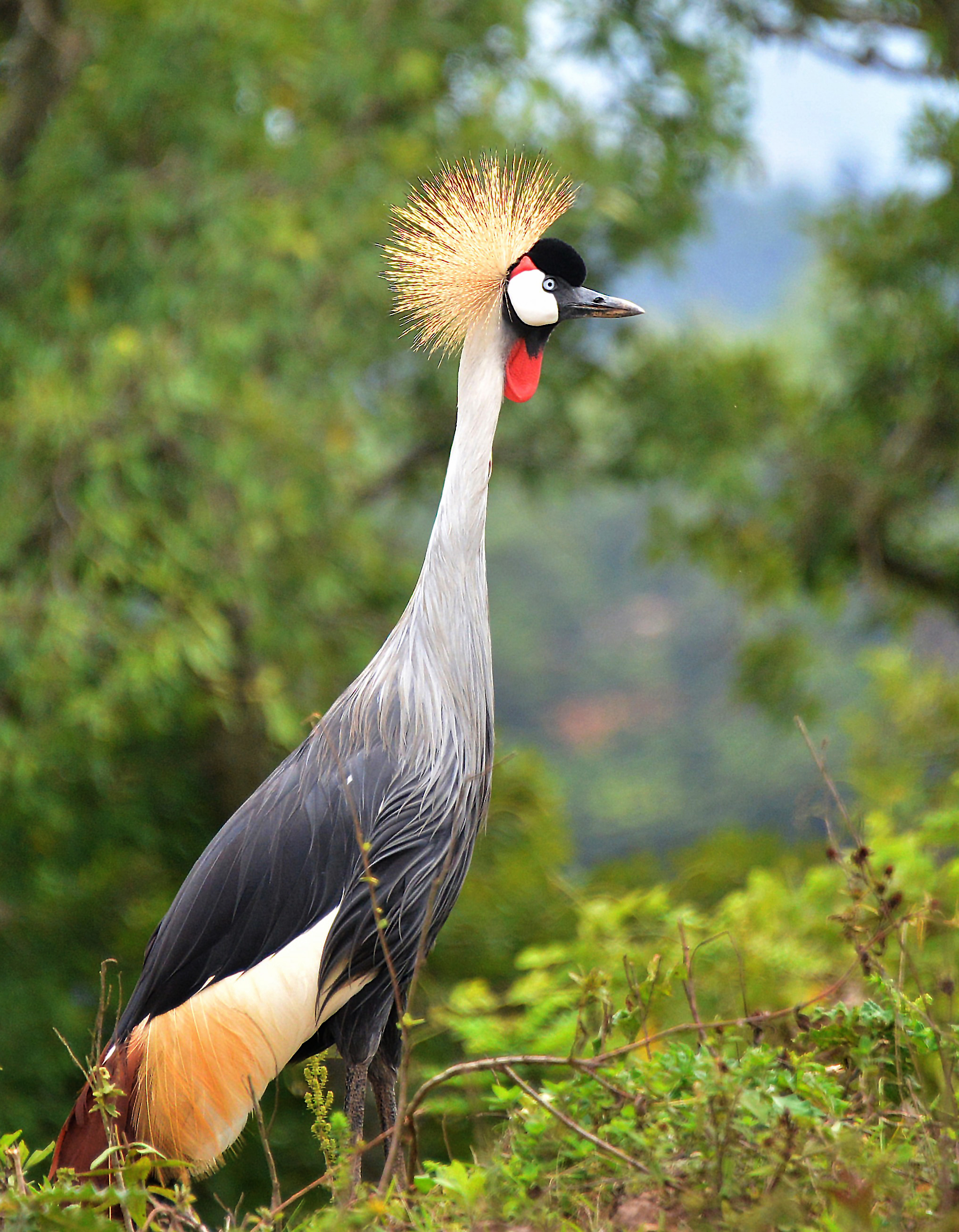
B. r. gibbericeps (sếu mào)
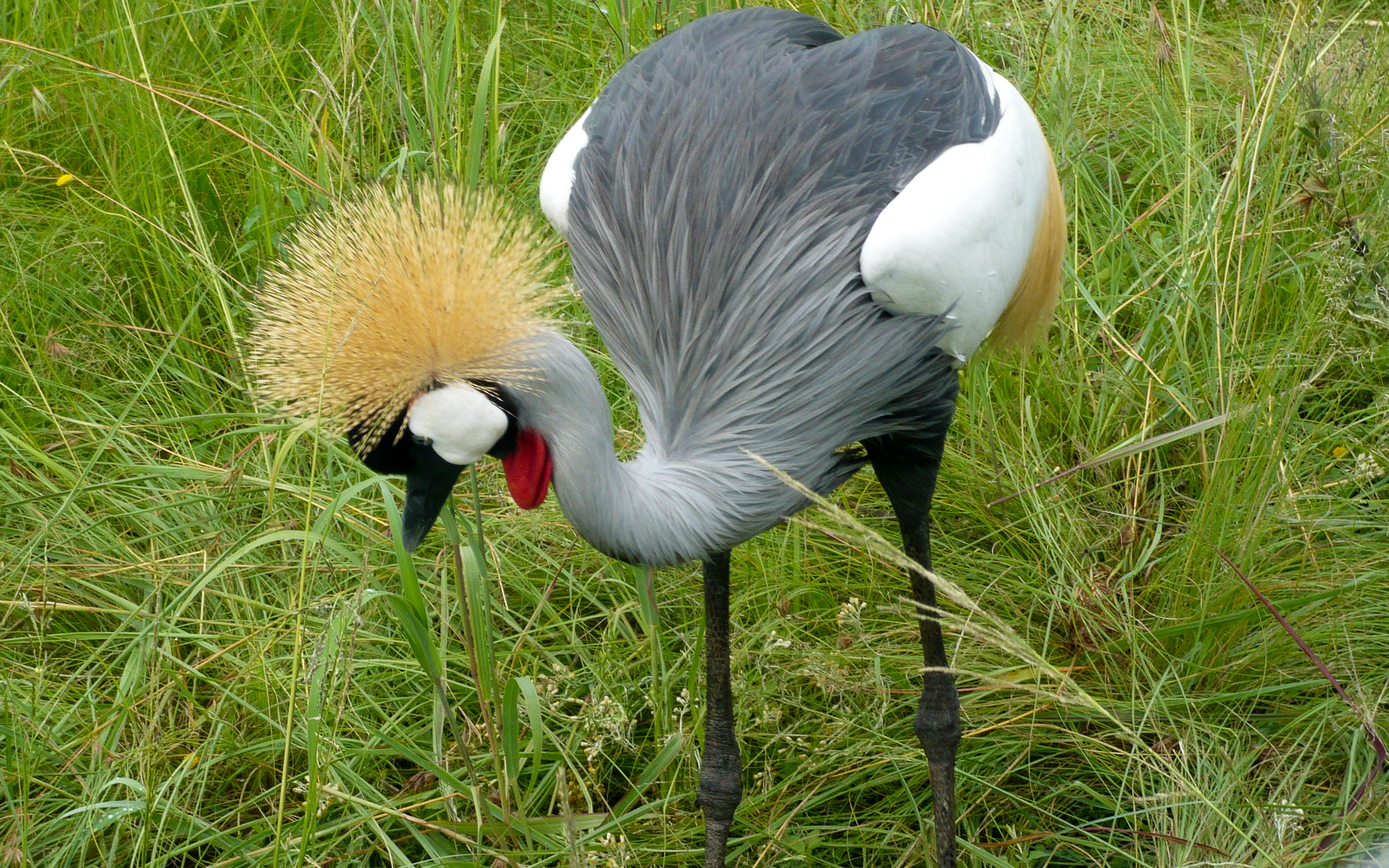
B. r. regulorum (sếu vương miện Nam Phi)
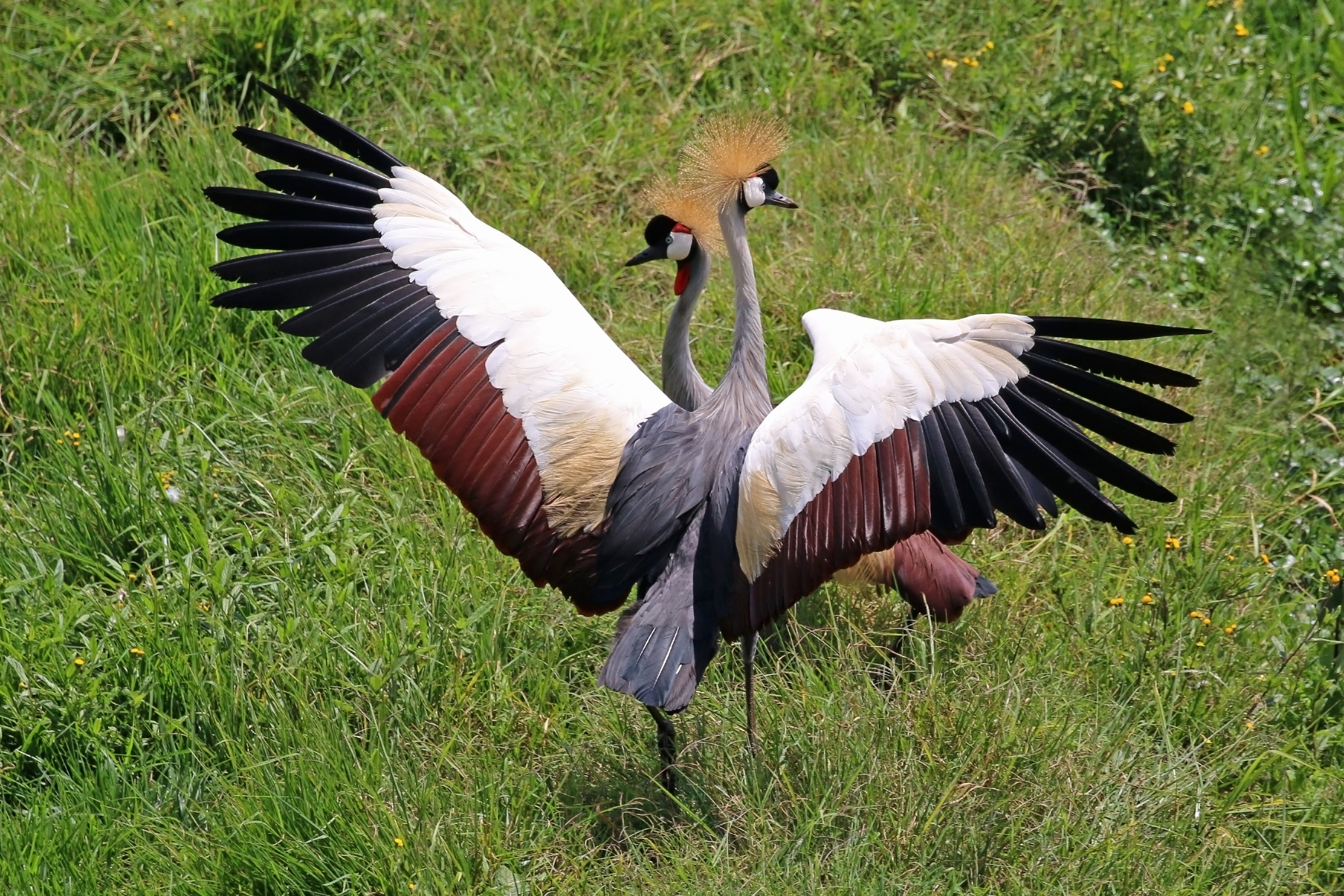
2 con
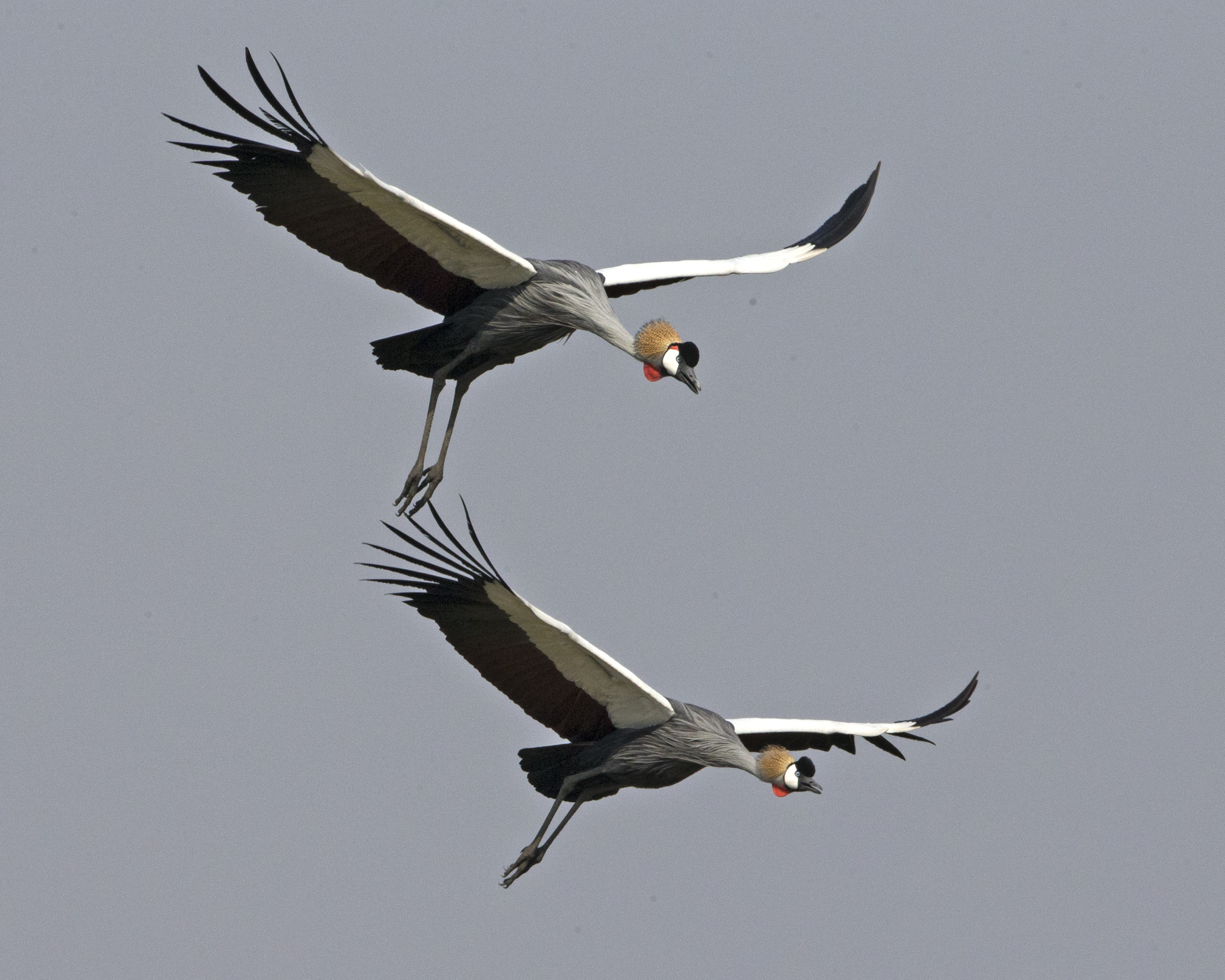
đang bay
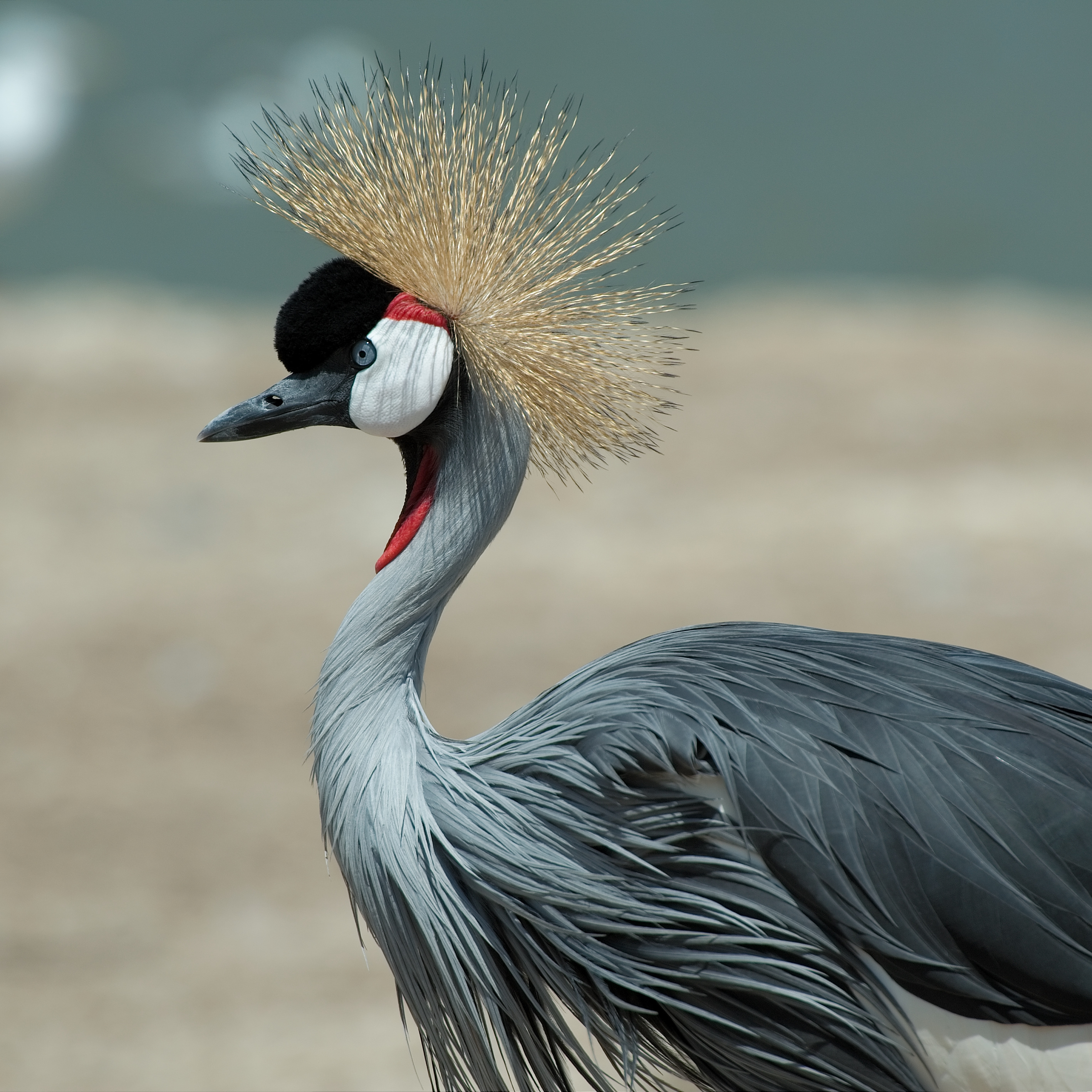
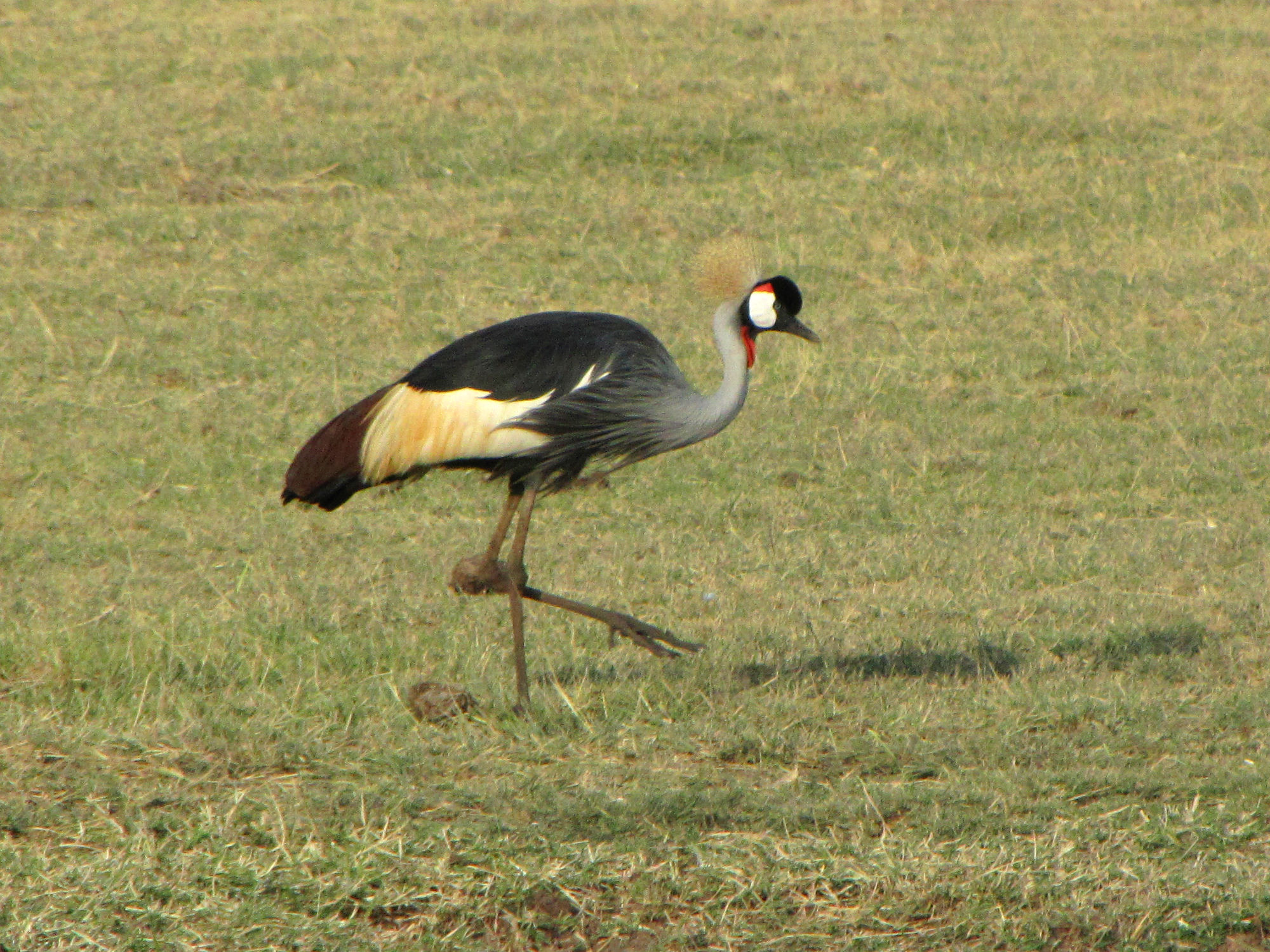
Serengeti, Tanzania
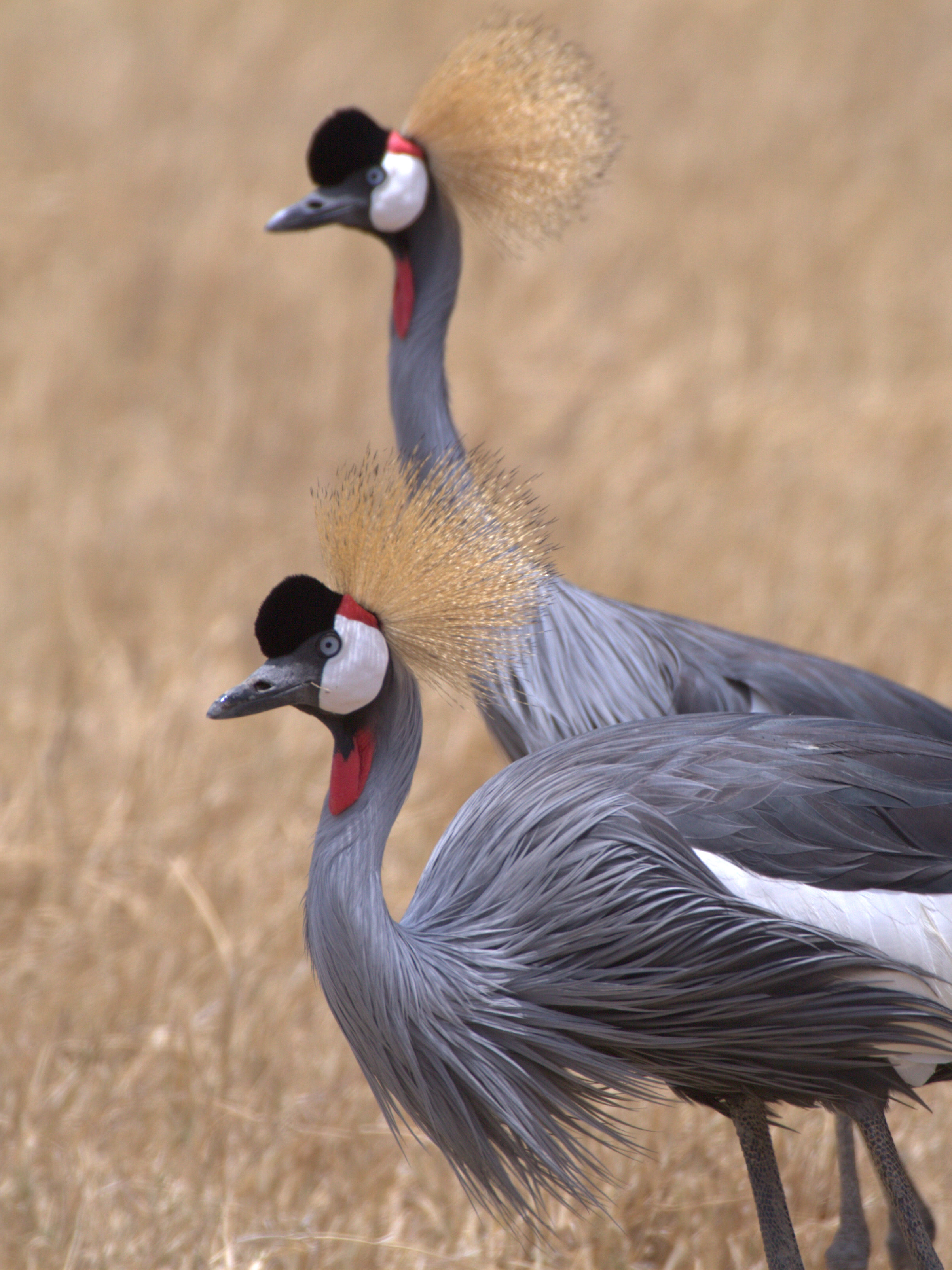
Serengeti, Tanzania
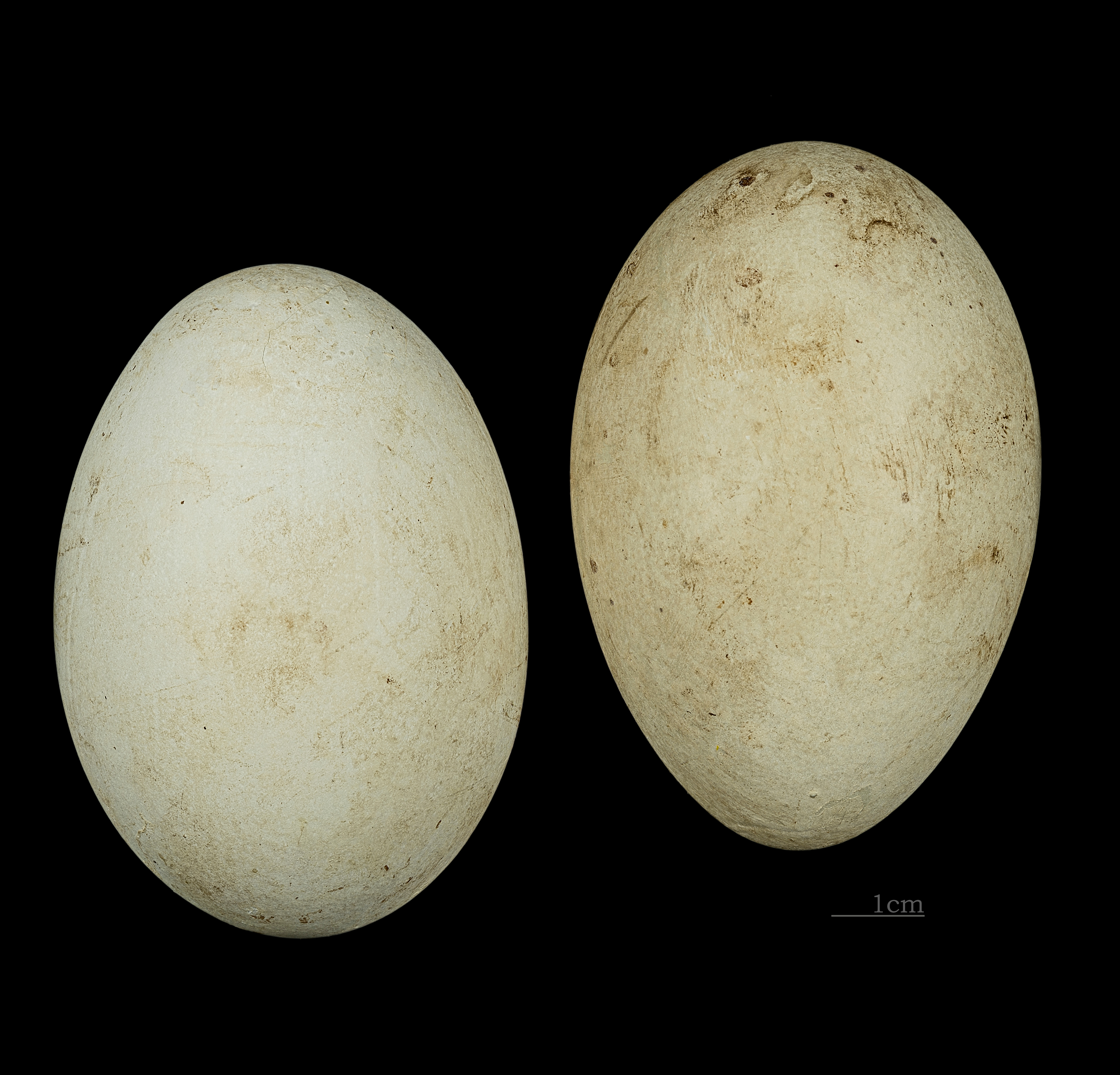